# Alonso Pérez Roldán
Alonso Pérez Roldán. Moguer, 1460 – Santo Domingo (República Dominicana), 1513/14. Piloto en varios viajes colombinos y alcalde de Santo Domingo.

## Biografía
Nacido probablemente en Moguer hacia 1460 y allí debió de entrar en contacto con los secretos de la mar, ya que era miembro de la familia Roldán con una dilatada experiencia marinera en Moguer de la época del descubrimiento de América.
Posteriormente vivió en Málaga, tras participar en la conquista de la ciudad como miembro de la flota que dio cerco por mar y la conquistó el 6 de septiembre de 1487. Tras la conquista debió casarse, pues en 1489 nació su único hijo Juan Roldán, futuro alcalde de Santo Domingo.
Hay dudas sobre su participación en el Primer viaje de Colón ya que hay testimonios que lo sitúan en el viaje, como el de Bartolomé de Las Casas, pero Alice Bache Gould lo tiene como dudoso. En el Segundo viaje de Colón participó como maestre de la carabela “San Juan”. Probablemente también participó en el Cuarto viaje de Colón ya que se quedó en la La Española y avecindándose en la recién fundada Santo Domingo en 1502. Sobre 1503 ya figura como alcalde de la ciudad y en 1508. También ostentaba el cargo de “repartidor de indios”.
En 1511 Alonso Pérez Roldán, por orden de Diego Colón, se puso al mando de la carabela real, para llevar provisiones a Alonso de Ojeda y a Diego de Nicuesa, para el poblamiento de Urabá. Murió poco después, ya que 1514 se sabe que había fallecido.